# 北灵丘郡
北灵丘郡，中国南北朝时设置的郡。
东魏天平八年（535年）置北灵丘郡，属恒州，治所在灵丘县（今山西省灵丘县东）。下辖灵丘县、莎泉县。辖境相当今河北省蔚县和山西省灵丘县部分地区，北齐建立后不久废除。